# Mers nordiques
Les mers nordiques (Nordic Seas en anglais, 60-80°N) correspondent à la partie la plus septentrionale de l'océan Atlantique Nord. Elles se situent entre l'Islande et l'Archipel du Svalbard et comprennent quatre mers : la mer d'Islande, la mer du Groenland, la mer de Norvège, la mer de Barents. 

## Formation
L'océan Atlantique nord s'est ouvert entre les plaques tectoniques américaine et eurasiatique. Le nord de l'Atlantique nord, correspondant aux mers nordiques, s'est ouvert plus tard, vers 55 millions d'années (anomalie magnétique Chron 21).

## Description

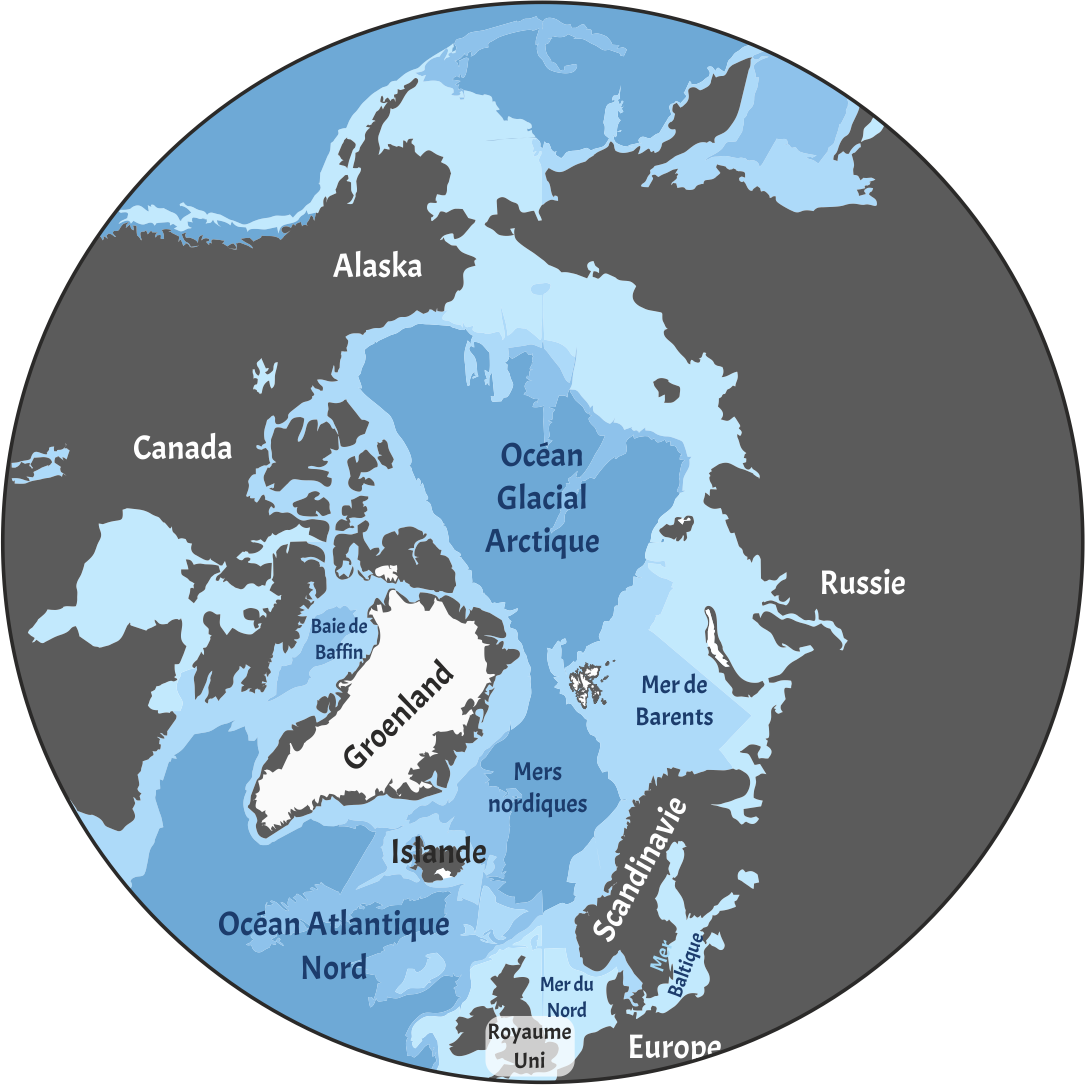
Carte en projection WGS84 - North Pole - LAEA - source : [https://www.terres-du-passe.com/album-photo.htm Terres du Passé

Elles sont entourées par l'Islande au sud, le Groenland à l'ouest et au nord, l'archipel du Svalbard au nord, l'archipel François Joseph au nord-nord-est, la Nouvelle-Zemble à l'est, et la Scandinavie à l'est-sud-est.
Par le sud, ces mers communiquent avec l'Atlantique nord par trois passages : le détroit du Danemark, entre l'Islande et le Groenland, la ride Islande-Féroé, entre l'Islande et les Féroé, la ride Féroé-Shetland, entre les Féroé et les Shetland.
Par le nord, ces mers communiquent avec l'océan glacial Arctique par le détroit de Fram, seul passage profond permettant à l'Arctique de communiquer avec d'autres mers. 
L'Islande se trouve à la jonction entre les plaques Amérique et Eurasie. Dans les premiers temps de l'ouverture de ces mers, la dorsale océanique Aegir était la dorsale principale active, mais après quelques millions d'années, la dorsale de Kolbeinsey a pris le relais, s'activant tandis que « s'éteignait » la dorsale Aegir, aujourd'hui inactive. 
Tout comme l'Islande, une petite terre volcanique a pris naissance à la jonction entre les plaques tectoniques : l'île de Jan Mayen. Elle se trouve sur la zone de fracture de Jan Mayen. 
Deux dorsales océaniques séparent les mers de Norvège et du Groenland : les dorsales de Mohns et Knipovich, menant au détroit de Fram. Puis la dorsale de Molloy et ses zones de fracture rejoignent le Lena Trough et la dorsale de Gakkel, menant dans l'océan glacial Arctique.